# Аграрна революция
Аграрната революция е рязък исторически преход към качествено нови принципи, методи и средства за осъществяване на селскостопанска дейност – отглеждане на растения и животни в полза на човека, а също така за получаване и обработка на полезни продукти от тях.

## Неолитна аграрна революция
Първата и най-важна аграрна революция в цивилизационното развитие на човека е Неолитната революция – преходът от примитивно събиране на даровете на природата (житни растения, плодове, гъби и други) и ловуването на диви животни към осмислено, и предварително планирано отглеждане на полезни растения, и животни. През първата половина на холоцена Homo sapiens откриват съвършено нов, непознат в дивата природа, разумен начин за изхранване – първо чрез земеделие, а малко по-късно и чрез опитомяване на диви животни и развитие на скотовъдството. С това те променят своето поведение, разширяват своя ареал и полагат началото на цивилизация, която достига до наши дни. Този поврат е определящ за оцеляването на човека до наши дни. С него обаче са свързани почти всички трудности, които изпитва днес човечеството и които издигат на преден план необходимостта от балансирано (устойчиво) развитие.
С появата на обработваеми участъци земя (ниви) и участъци за отглеждане на добитък (пасища) възниква и идеята за собственост върху земята, реколтата, животните и даже върху част от хората. Така възниква робовладелският строй.

## Феодална аграрна революция
През 5 век в късната Римска империя възниква качествено нов тип обществени взаимоотношения с висока степен на политическа децентрализация, дуализъм на светската и духовната власт, специфична роля на европейския град като център на занаятите, и търговията, и начално развитие на хоризонтални обществени структури – феодализъм. При феодалните обществени отношения собствениците на земя (феодали) са организирани в строго йерархичен ред: низшестоящият собственик (васал) получава за службата си поземлен имот (лен, феод) и крепостни селяни от висшестоящия собственик (сюзерен). На върха на феодалната пирамида стои монархът, който, в началото на развитието на феодалния строй, има абсолютна власт (подобно на Римските императори) и отдава имотите на своите васали само за временно ползване.

## Капиталистическа аграрна революция
През периода XV-XVIII век градските занаятчии и търговци натрупват капитал, чийто оборот коренно променя стопанските и политическите взаимоотношения в обществото. Възниква нов обществен строй – капитализъм, при който правото на собственост върху земята и изобщо върху средствата за производство преминава към частните собственици, а не както е било дотогава в ръцете на духовенството и благородниците, които de facto се възползвали от трудовата повинност на поданиците.
Според Карл Маркс „мелницата създава феодализма, а парната машина – капитализма.“ 

## Социалистическа аграрна революция
7 – 8 ноември (25 октомври по стар стил) 1917 в Русия протича Октомврийската революция, която води до създаването на първата комунистическа държава в света – СССР. Според Конституцията на СССР „земята принадлежи на народа“. Фактически земята в СССР е държавна собственост и до 1991 г. органите на РСДРП(б) (по-късно ВКП(б) и КПСС) се разпореждат кога, къде и как да се обработва. Селскостопанското производство в СССР е организирано в колхози (на руски: коллективное хозяйство – обществено стопанство), в Народна република България – в ТКЗС и АПК.